# Cololejeunea sintenisii
Cololejeunea sintenisii är en bladmossart som först beskrevs av Franz Stephani, och fick sitt nu gällande namn av Tamás Pócs. Cololejeunea sintenisii ingår i släktet Cololejeunea och familjen Lejeuneaceae. Inga underarter finns listade i Catalogue of Life.